# Musaranya del Gabon
La musaranya del Gabon (Crocidura crenata) és una espècie de musaranya que viu al Camerun, la República Centreafricana, la República del Congo, la República Democràtica del Congo, Guinea Equatorial i el Gabon. Viu en boscos a 100-700 m d'altitud.